# Anette Harboe Flensburg
Anette Harboe Flensburg (født 27. januar 1961) er en dansk kunstner, som kombinerer fotografi og maleri, ofte i skildringer af rum.
Hun har udstillet på både solo- og gruppeudstillinger, blandt andet på Trapholt, Kunsthallen Brandts og Holstebro Kunstmuseum.
Anette Harboe Flensburg er blandt andet blevet tildelt anden pladsen på Carnegie Art Award 2004, Anne Marie Telmanyi Legatet, Statens Kunstfonds Arbejdslegat, Edstrandska Stiftelsens Konstnärsstipendiat, Ny Carlsbergfondets Kunstnerpris 2018, og Eckersbergs medaillen 2017.

## CV
2005-08 Statens Kunstfond, medlem af Det billedkunstneriske indkøbs- og legatudvalg
2005- Medlem af Kunstnersammenslutningen Grønningen
2000-02 Medlem af Center for Dansk Billedkunst (nedlagt 2002) under Kulturministeriet. (Kilde: Kunststyrelsen)
1994-96 Studeret filosofi, Københavns Universitet, DK
1981-85 Designskolen, Kolding, DK